# Transgresja lodowca
Transgresja lodowca (in. awans lodowca) – przesuwanie się czoła lodowca lub lądolodu na teren poprzednio wolny od lodu i jest jednym z przejawów zmiany geometrii lodowca. 
Występuje, w sytuacji kiedy bilans masy lodowca jest dodatni czyli zasilanie lodowca w lód z pola firnowego przewyższa jego ablację (zmniejszanie masy). Transgresja może być spowodowana zarówno zwiększaniem zasilania pola firnowego jak i zmniejszeniem ablacji. 
Zmiana geometrii lodowca nie wynika wprost ze zmiany jego bilansu jego masy i w związku z tym transgresja lodowca nie jest związana wprost ze zwiększeniem masy lodu.